# 富士電視網
富士電視網（日语： Fuji Nettowāku ?），簡稱FNS，是日本一個以富士電視台為核心台、關西電視台為準核心台的電視聯播網，又名富士電視系（フジテレビ系），主要提供新聞節目以外的電視節目聯播服務。目前共有28個加盟台（其中大分電視台和宮崎電視台是跨網台，同時加盟了其他聯播網）。

## 概要

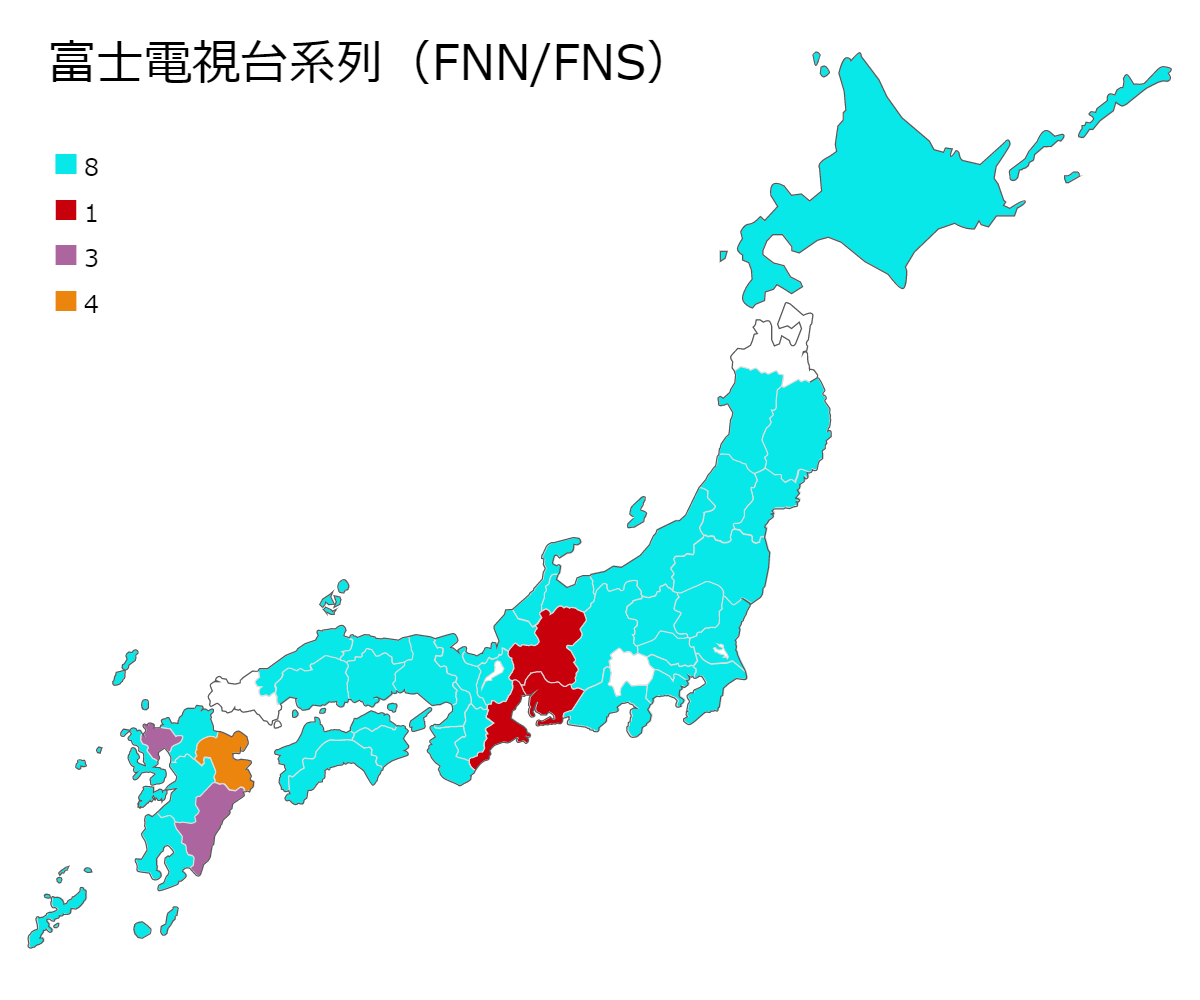
FNS各台遙控器號碼

富士電視網是一個主要以電視節目相互供給為目的的聯播網。富士電視台系列各台之間的新聞供給則是由富士新聞網（FNN）負責。現在富士電視網共有28個加盟成員台，其中大分電視台和宮崎電視台同時加盟了其他聯播網，且大分電視台並未正式參加FNS業務協定。青森縣、山梨縣、山口縣、德島縣並沒有FNS的加盟台。和富士電視台同屬富士產經集團的產業經濟新聞社和日本的數個大型地方報社（北海道新聞社、中日新聞社、西日本新聞社）有合作關係。而富士電視的加盟台中也要一些成員的大股東是這些報社（如北海道新聞社是北海道文化放送大股東；中日新聞社是東海電視台大股東，並透過東海電視台間接持有FNS多個中部地方加盟台股份；西日本新聞社則是西日本電視台等多家FNS在九州地方的大股東）。
FNS加盟台中，仙台放送是富士電視台廣播控股公司富士媒體控股的連結子公司，北海道文化放送、岩手可愛電視台、秋田電視台、福島電視台、NST新潟綜合電視台、關西電視台、岡山放送、新廣島電視台、沖繩電視台10家公司是權益法適用關聯公司。
除了東海電視台、佐賀電視台以及同時加盟其他聯播網的大分電視台和宮崎電視台之外，FNS各成員的遙控器號碼均是和富士電視台一致的8頻道。

## 歷史
富士電視網的歷史可以追溯至1958年西日本電視台、關西電視台、東海電視台三家電視台的開播:7。1959年6月23日，富士電視台和關西電視台、東海電視台、九州朝日放送簽訂《節目交流協議》，這也是富士電視網成員之間最初的節目交流協議:7。但和當時已擁有15家簽約成員的TBS電視台系聯播網，以及擁有10家成員的日本電視台系聯播網相比，後發的富士電視台系的聯播網規模要小得多:7。1961年郵政省公佈第二次VHF頻道計劃後，東海電視台成為富士電視系的完全加盟台，並且宮城縣（仙台放送）、廣島縣（廣島電視台）、北海道（札幌電視台）也有了富士電視台系列聯播網的加盟台，富士電視台系列才覆蓋了日本主要大都會區:8。1964年，日本電視台的大股東讀賣新聞積極進出九州市場，引發西日本電視台大股東西日本新聞的強烈不滿，促使西日本新聞要求西日本電視台更換聯播網。1964年7月1日，西日本電視台對日本電視台表示將退出日本電視台聯播網，加入富士電視台聯播網，並於10月1日正式實行:41。同時富士電視台對九州朝日放送宣布解除節目提供關係:120。富士電視台系列在福岡縣的加盟台從九州朝日放送變為西日本電視台。
在日本國內建立聯播網的同時，富士電視台系亦著手國際化。1960年，富士電視台和美國三大無線電視網之一的NBC簽訂業務合作協議:8。富士電視台還提出了Asia Vision（アジアビジョン）構想，協助當時由美國統治的沖繩地區建立第一家民營電視台沖繩電視台，並且也參與了台灣第一家電視台台灣電視公司的開台準備工作:47。
1966年，富士新聞網（FNN）成立:9。郵政省在1967年9月開放UHF頻段用於電視播出後，地方各縣紛紛開設第二家民營電視台，令日本出現第二波設立民營電視台的高潮。以1968年開播的靜岡電視台和新潟綜合電視台為開始，富士電視台系列的電視台在1960年代末期快速增加:8-9。1969年4月1日，富士電視台系列有多達8家電視台在同一天開播（長野放送、富山電視台、石川電視台、岡山放送、佐賀電視台、長崎電視台、熊本電視台、鹿兒島電視台）:9。同一天《基幹4社業務協定》生效，成為富士電視網的前身:9。1969年9月，富士電視網舉辦公開宴，並於10月1日正式成立:10。這一年年底，隨著秋田電視台、福井電視台、愛媛放送（現愛媛電視台）開播，富士電視網的成員增加到21台:9。翌年富士電視網有島根放送（現山陰中央電視台）、大分電視台、宮崎電視台、山形電視台、福島中央電視台、山口電視台六家加盟台開播，讓FNS的加盟台數達到27家，成為日本規模最大的電視聯播網:9。同年富士電視網開始發行《季刊FNS》，提供各台之間交換資訊的平台:9。1971年，富士電視台和日本電視台在福島縣進行股份交換，FNS在福島縣的加盟台從福島中央電視台改為福島電視台:10。
1973年，富士電視網制定了標誌:10。這一年受到第一次石油危機的影響，日本經濟轉入蕭條。富士電視網因此設立了FNS事業開發委員會，加強各台之間的團結:10。隨著北海道文化放送:10和新廣島電視台的開播，富士電視網在三大都市圈和札仙廣福地區都擁有了僅加入富士電視網的加盟台（非跨網台）:11。
1970年代後期，富士電視網的《職業棒球新聞》等節目曾銷往其他電視台播出。這一時期由於富士電視台收視低迷，富士電視網各台的收視率也受到影響。但由於日本經濟在這一時期持續成長，因此各台的廣告收入維持增加:11。1980年4月開始，富士電視台對節目表進行大膽改編，成功令收視率大幅提高:11。富士電視網各台的收視率也紛紛出現明顯上升，不乏獲得當地收視率首位的加盟台:11。1983年4月1日，經修訂的FNS業務協定生效。這次修訂令富士電視網廣告收費標準從「統一定價·統一販賣」變成「個別交涉」，提高了加盟各台的自由度:11-12。
1985年4月，富士電視網包括富士電視台在內的8家加盟台獲得收視率三冠王:12。由於山口電視台在1987年的退出，富士電視網的成員一度減至26台:12。1991年，岩手可愛電視台開播，富士電視網時隔16年再次有新台開播:12。1992年秋季，山形電視台因經營惡化而試圖退出富士電視網，加入朝日電視台系的全日本新聞網（ANN）。富士電視網雖試圖挽回但無果。翌年3月，山形電視台退出富士電視網，加入全日本新聞網:12。
1997年4月，高知SunSun電視台及山形櫻桃電視台開播令富士電視網的加盟台增加到28台，宣告富士電視網的完成:13。BS富士在2000年12月的開播則象徵富士電視網進入衛星電視時代:13。2003年12月1日，富士電視台、關西電視台、東海電視台率先開始播出數位電視訊號，使富士電視網開始進入數位電視時代，並在2011年7月24日停止播出類比電視訊號（岩手電視台、仙台放送、福島電視台受東日本大震災影響而在2012年3月31日停止播出類比電視）。2020年，FNS各加盟台開始了收集分析收視數據的「FNS試聽數據利活用計劃」，將收視數據用於節目製作和市場營銷活動。

## 加盟台共同參與的節目及企劃
1984年12月，FNS開發委員會提出了「FNS之日」企劃:12。自1987年開始，FNS各加盟台每年在「FNS之日」（多在夏季）播出時長在27小時左右的大型特別節目。該節目設有FNS各台對抗單元，各加盟台圍繞節目主題爭奪第一頭銜。富士電視台每年播出的大型音樂特別節目《FNS歌謡祭》亦以FNS冠名。1999年開始，富士電視台以外的FNS各加盟台每年選出自製的綜藝節目在富士電視台《FNS軟體工場》節目播出，並在翌年從參選節目中選出「FNS Award」的大賞和優秀賞。《FNS紀錄片大賞》是一個播出FNS各加盟台製作紀錄片的節目，自1992年開始播出。FNS每年從在該節目播出的紀錄片中選出大賞、優秀賞和佳作:147。1985年開始，FNS每年舉辦FNS播音大賞，選出這一年為FNS做出特別貢獻的主播。該獎項除了大賞之外，還設有新人部門、節目部門、體育部門、旁白部門、廣告部門:146。
富士電視網在1974年7月設立了「FNS慈善活動事務局」，負責進行加盟各台統一實施的募捐等慈善活動:10。FNS慈善活動自設立以來就持續和UNICEF進行合作，幫助世界各地的兒童。在發生重大災害時，FNS會舉辦「海螺小姐募捐」活動，將募集到的善款捐獻給日本紅十字會。

## 加盟電視台
| 播出地區地區 | 簡稱/頻道號碼 | 電視台名稱        | 開播日         | FNS加盟日                     | 備註 |
| ------------ | ------------- | ----------------- | -------------- | ----------------------------- | --- |
| 北海道       | uhb 8         | 北海道文化放送    | 1972年4月1日   | 1972年4月1日                  | 基幹台 |
| 岩手縣       | mit 8         | 岩手可愛電視台    | 1991年4月1日   | 1991年4月1日                  | |
| 宮城縣       | OX 8          | 仙台放送          | 1962年10月1日  | 1969年10月1日設立時的創始成員 | 基幹台 1966年-1970年9月30日間同時為NNN的加盟台 |
| 秋田縣       | AKT 8         | 秋田電視台        | 1969年10月1日  | 1969年10月1日                 | 1970年1月1日至1987年3月31日間同時為ANN的加盟台。 |
| 山形縣       | SAY 8         | 櫻桃電視台        | 1997年4月1日   | 1997年4月1日                  | 1970年4月至1993年3月期間，FNS在山形縣的加盟台是山形電視台。 |
| 福島縣       | FTV 8         | 福島電視台        | 1963年4月1日   | 1971年10月1日                 | 由於1971年6月1日加盟JNN時要遵守JNN排他協定，故加入FNS時未加盟FNN，直到1983年3月31日退出JNN的隔日才正式加入FNN。                                                                                     |
| 關東廣域圈   | CX 8          | 富士電視台        | 1959年3月1日   | 1969年10月1日設立時的創始成員 | 核心台、基幹局 |
| 新潟縣       | NST 8         | NST新潟綜合電視台 | 1968年12月16日 | 1969年10月1日設立時的創始成員 | 開播至1981年3月31日期間同時是NNN/NNS/ANN的加盟台，並且在1981年4月1日 - 1983年9月30日也是ANN的加盟台。                                                                                               |
| 長野縣       | NBS 8         | 長野放送          | 1969年4月1日   | 1969年10月1日設立時的創始成員 | |
| 靜岡縣       | SUT 8         | 靜岡電視台        | 1968年11月1日  | 1969年10月1日設立時的創始成員 | 基幹台 |
| 中京廣域圈   | THK 1         | 東海電視台        | 1958年12月25日 | 1969年10月1日設立時的創始成員 | 基幹台 |
| 富山縣       | BBT 8         | 富山電視台        | 1969年4月1日   | 1969年10月1日設立時的創始成員 | 舊通稱：T34（1993年12月31日之前使用） |
| 石川縣       | ITC 8         | 石川電視台        | 1969年4月1日   | 1969年10月1日設立時的創始成員 | |
| 福井縣       | FTB 8         | 福井電視台        | 1969年10月1日  | 1969年10月1日                 | |
| 近畿廣域圏   | KTV 8         | 關西電視台        | 1958年11月22日 | 1969年10月1日設立時的創始成員 | 準核心台、基幹台 2007年4月，因《發掘！真有其事大百科Ⅱ》造假事件而被民放聯除名。（后恢复资格） |
| 島根縣       | TSK 8         | 山陰中央電視台    | 1970年4月1日   | 1970年4月1日                  | 1972年3月31日之前電視台名稱為島根放送株式會社（）。在1972年9月21日山陰互相進入之前播出地區只有島根縣。                                                                                              |
| 鳥取縣       | TSK 8         | 山陰中央電視台    | 1970年4月1日   | 1970年4月1日                  | 1972年3月31日之前電視台名稱為島根放送株式會社（）。在1972年9月21日山陰互相進入之前播出地區只有島根縣。                                                                                              |
| 岡山縣       | OHK 8         | 岡山放送          | 1969年4月1日   | 1969年10月1日設立時的創始成員 | 1969年4月1日開播至1970年4月1日，以及1970年10月1日至1979年3月31日（岡山、香川電波互相進入前一日）間同時是ANN的加盟台，此時放送範圍只有岡山縣。1979年4月1日岡山、香川電波互相進入開始同時納入香川縣。 |
| 香川縣       | OHK 8         | 岡山放送          | 1969年4月1日   | 1969年10月1日設立時的創始成員 | 1969年4月1日開播至1970年4月1日，以及1970年10月1日至1979年3月31日（岡山、香川電波互相進入前一日）間同時是ANN的加盟台，此時放送範圍只有岡山縣。1979年4月1日岡山、香川電波互相進入開始同時納入香川縣。 |
| 廣島縣       | TSS 8         | 新廣島電視台      | 1975年10月1日  | 1975年10月1日                 | 基幹台 |
| 愛媛縣       | EBC 8         | 愛媛電視台        | 1969年12月10日 | 1969年12月10日                | |
| 高知縣       | KSS 8         | 高知SunSun電視台  | 1997年4月1日   | 1997年4月1日                  | |
| 福岡縣       | TNC 8         | 西日本電視台      | 1958年8月28日  | 1969年10月1日設立時的創始成員 | 基幹台 |
| 佐賀縣       | STS 3         | 佐賀電視台        | 1969年4月1日   | 1969年10月1日設立時的創始成員 | |
| 長崎縣       | KTN 8         | 長崎電視台        | 1969年4月1日   | 1969年10月1日設立時的創始成員 | 開播至1990年9月30日期間同時是NNN的加盟台（但是未加盟NNS）。 |
| 熊本縣       | TKU 8         | 熊本電視台        | 1969年4月1日   | 1969年10月1日設立時的創始成員 | 開播至1982年3月31日同時是NNN與ANN的加盟台(但是未加盟NNS)，1982年4月1日至1989年9月30日期間同時是ANN的加盟局。                                                                                        |
| 大分縣       | TOS 4         | 大分電視台        | 1970年4月1日   | 1970年4月1日                  | 同時加入NNN/NNS |
| 宮崎縣       | UMK 3         | 宮崎電視台        | 1970年4月1日   | 1972年4月1日                  | 同時加入NNN、ANN。 1973年1月26日加入FNN。 |
| 鹿兒島縣     | KTS 8         | 鹿兒島電視台      | 1969年4月1日   | 1969年10月1日設立時的創始成員 | 開播至1982年9月30日同時是NNN、NNS與ANN的加盟台，1982年10月1日至1994年3月31日同時是NNN、NNS的加盟台。                                                                                                |
| 沖繩縣       | OTV 8         | 沖繩電視台        | 1959年11月1日  | 1972年5月15日                 | 由於沖繩縣沒有日本電視台系列台，該台有播映包括24小時電視 「愛心救地球」在內的部分日本電視台的節目以及活動。                                                                                         |

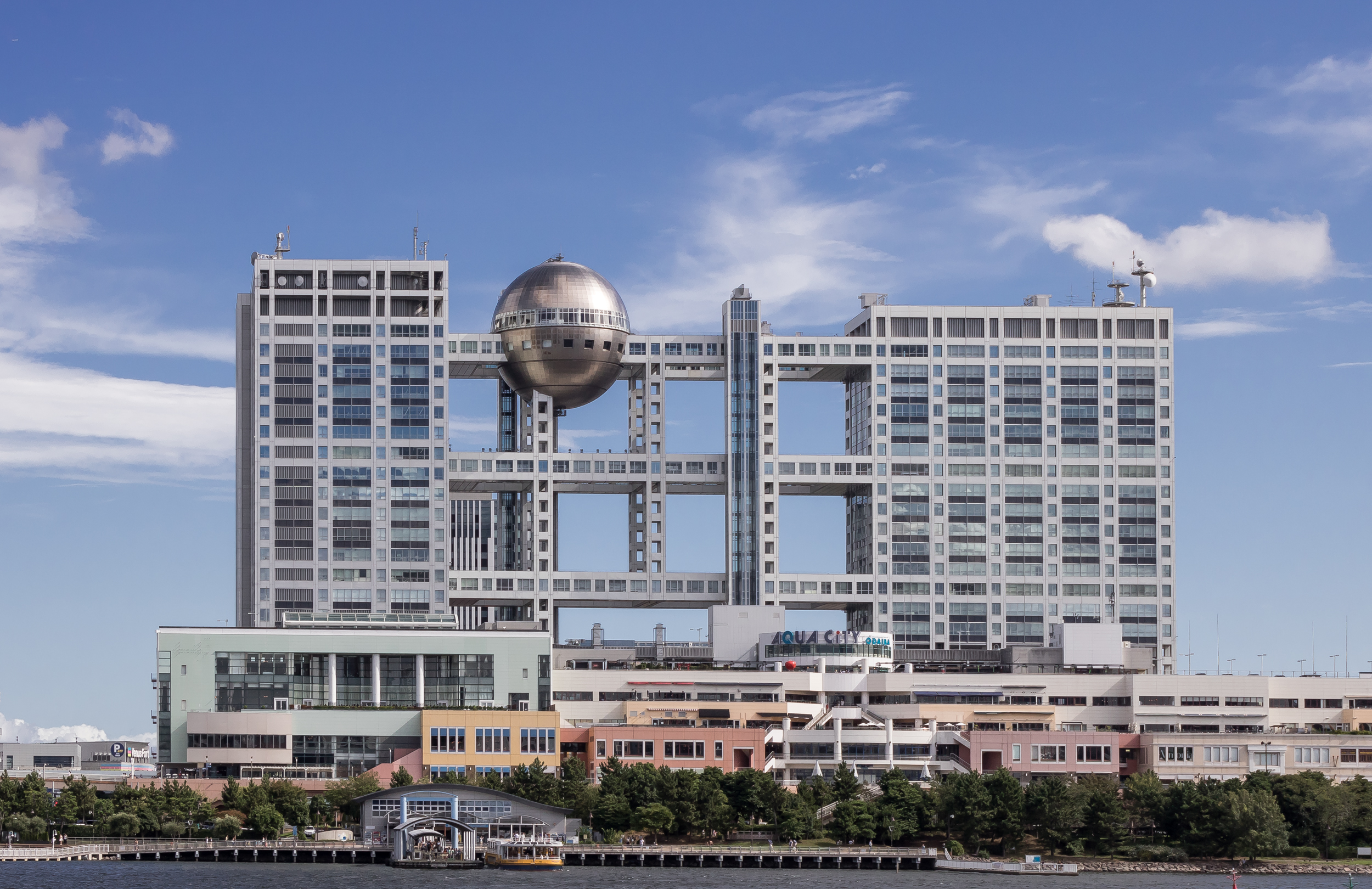
FNS在東京的核心台：富士電視台
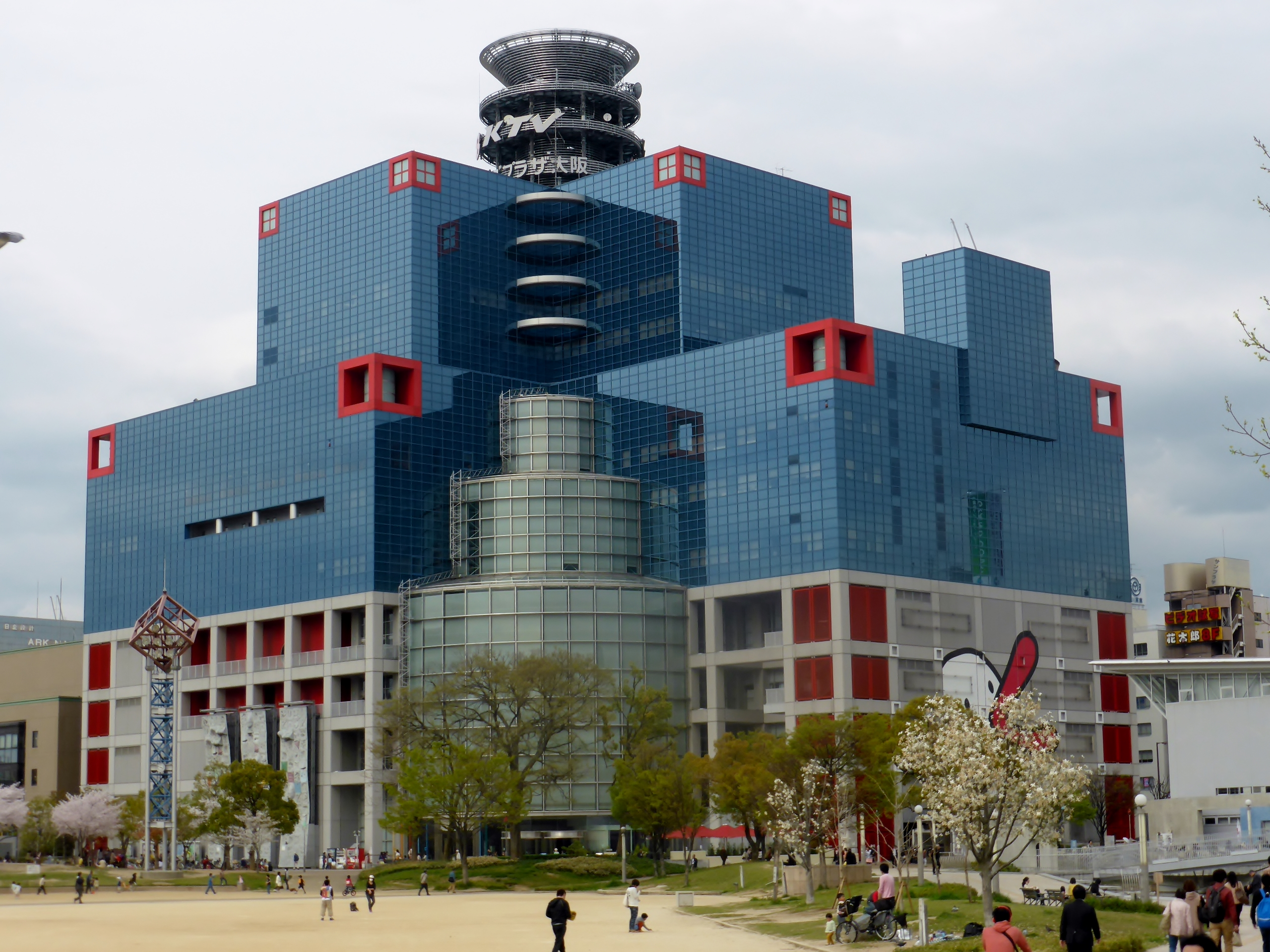
FNS在大阪的準核心台：關西電視台
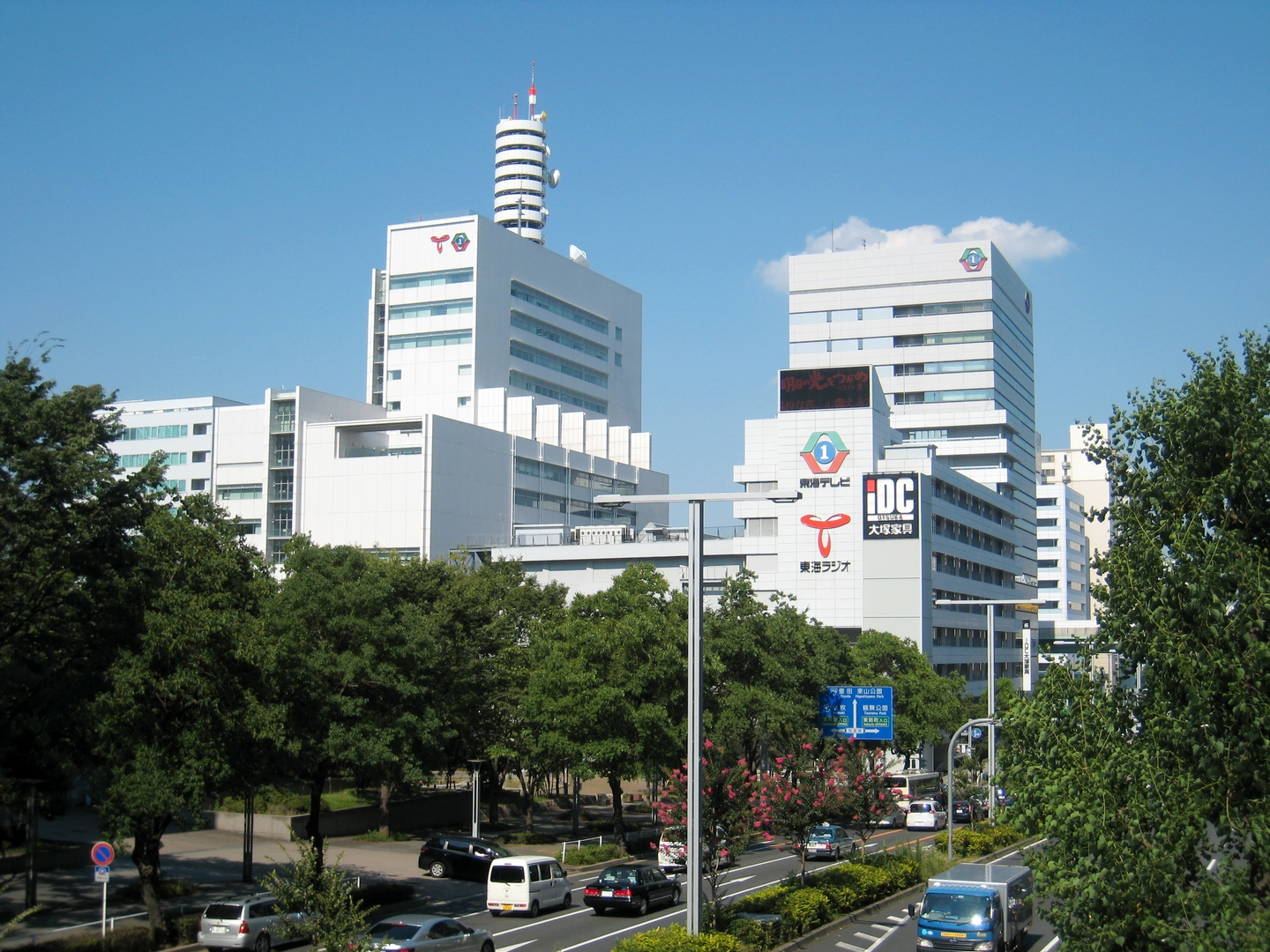
FNS在名古屋基幹台：東海電視台
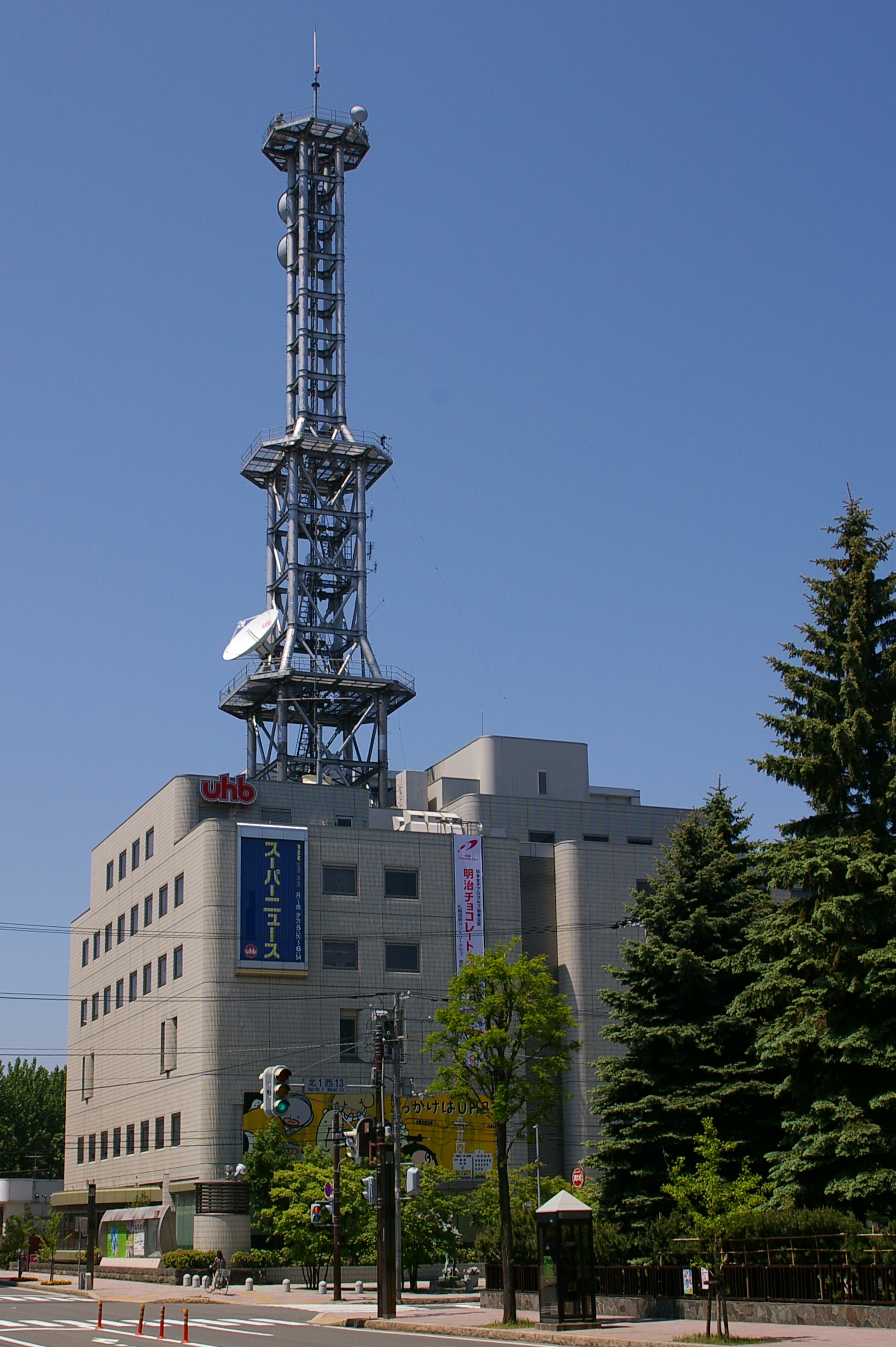
FNS在札幌的基幹台：北海道文化放送
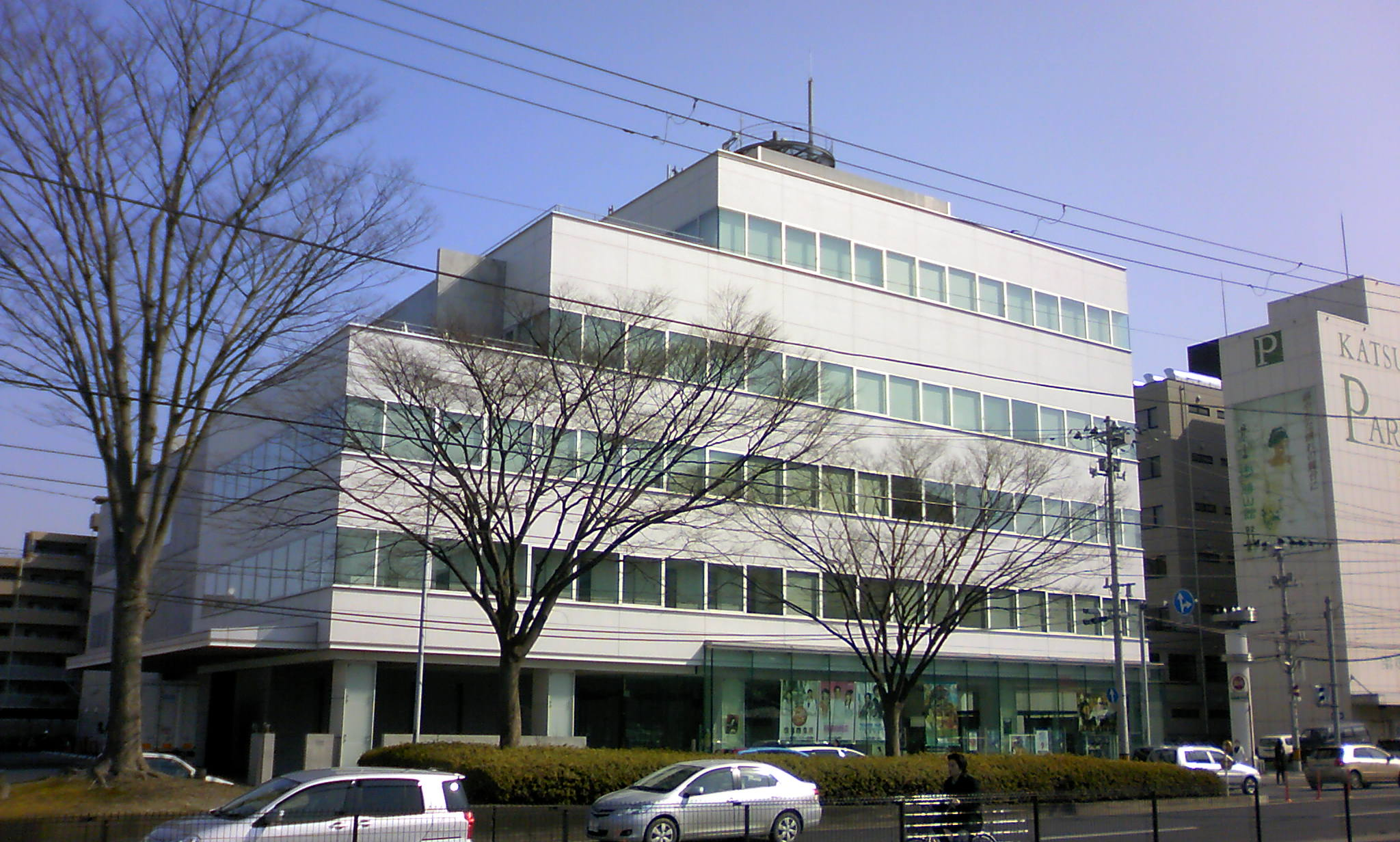
FNS在仙台的基幹台：仙台放送
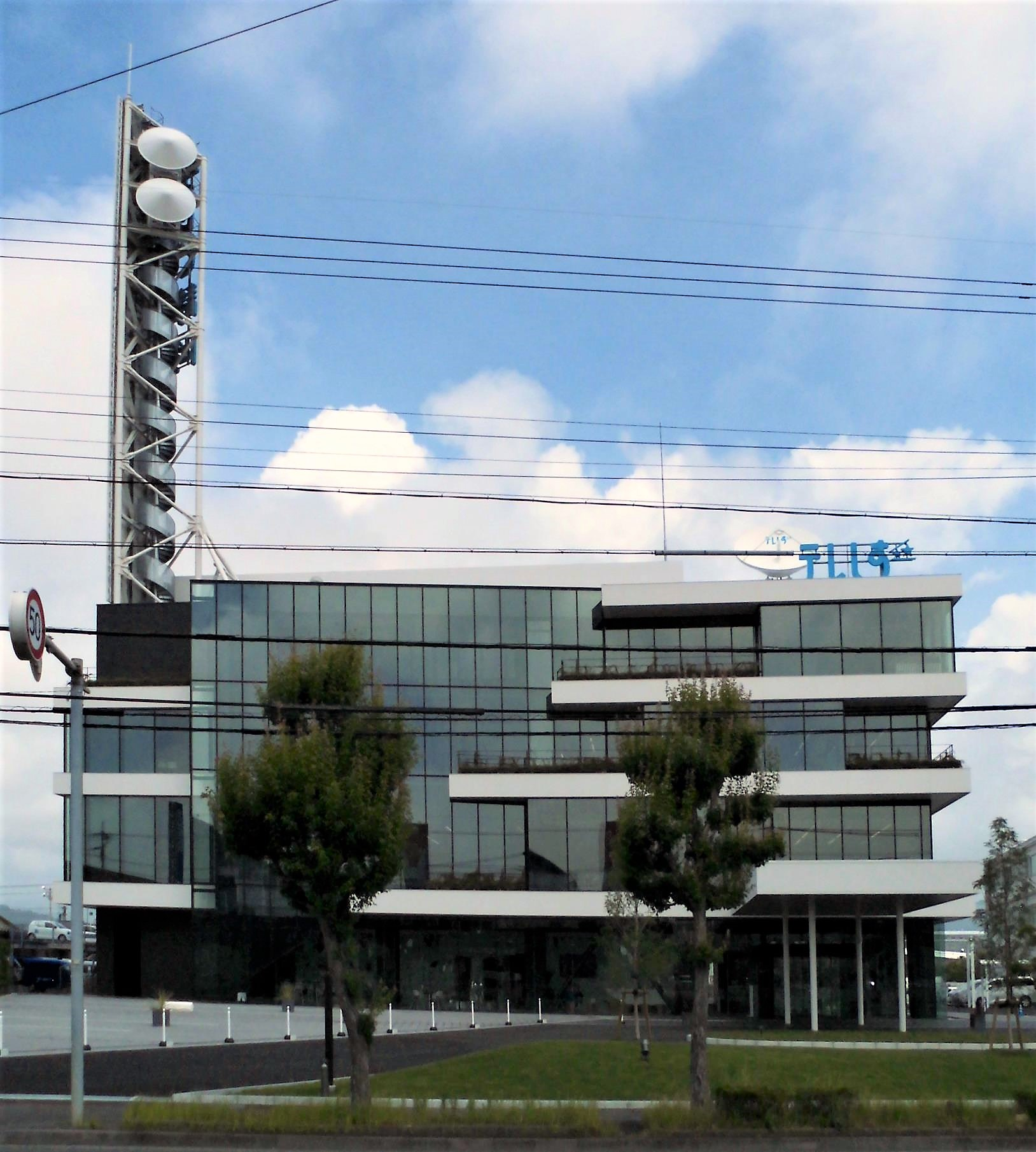
FNS在靜岡的基幹台：靜岡電視台
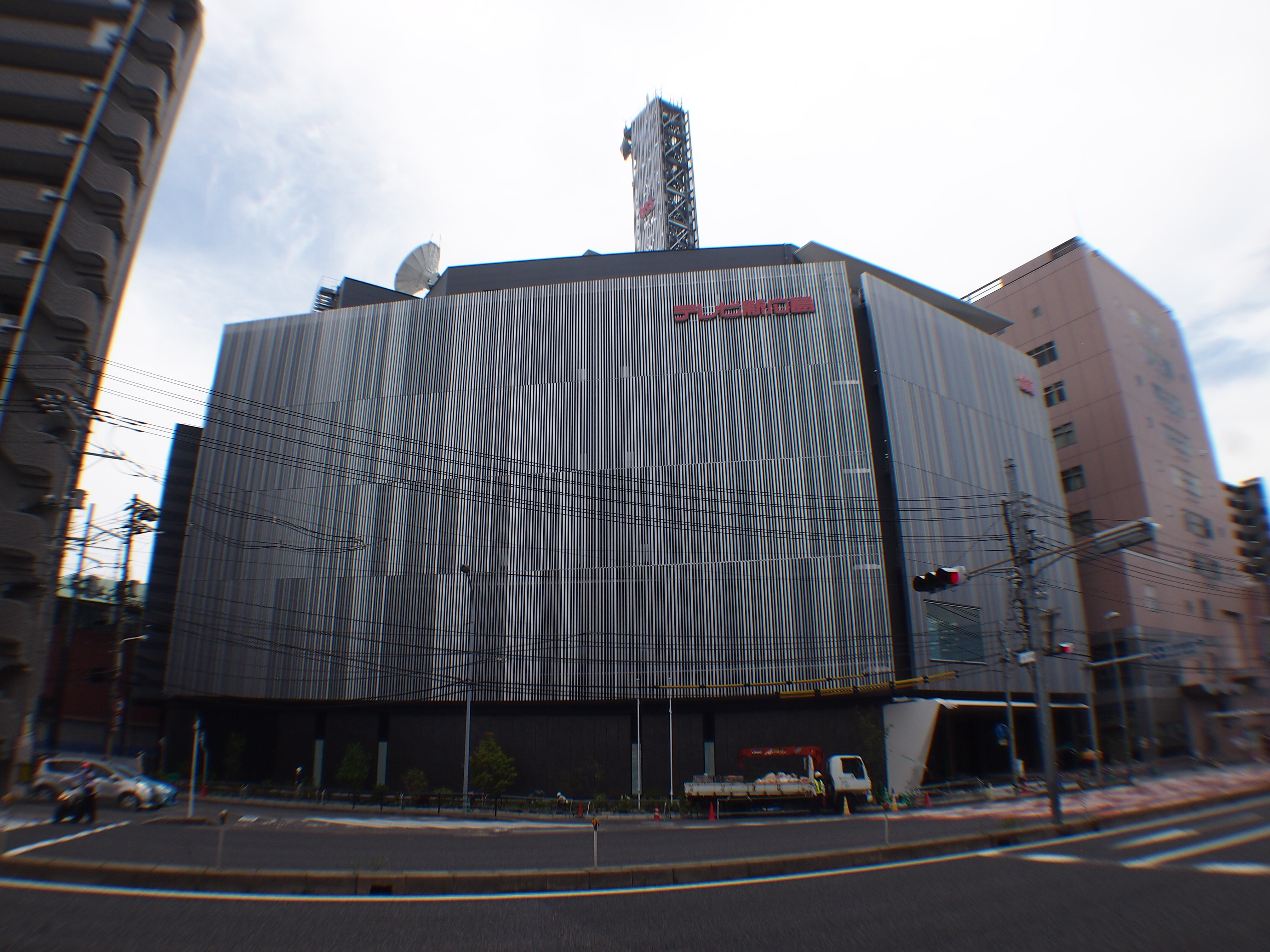
FNS在廣島的基幹台：新廣島電視台
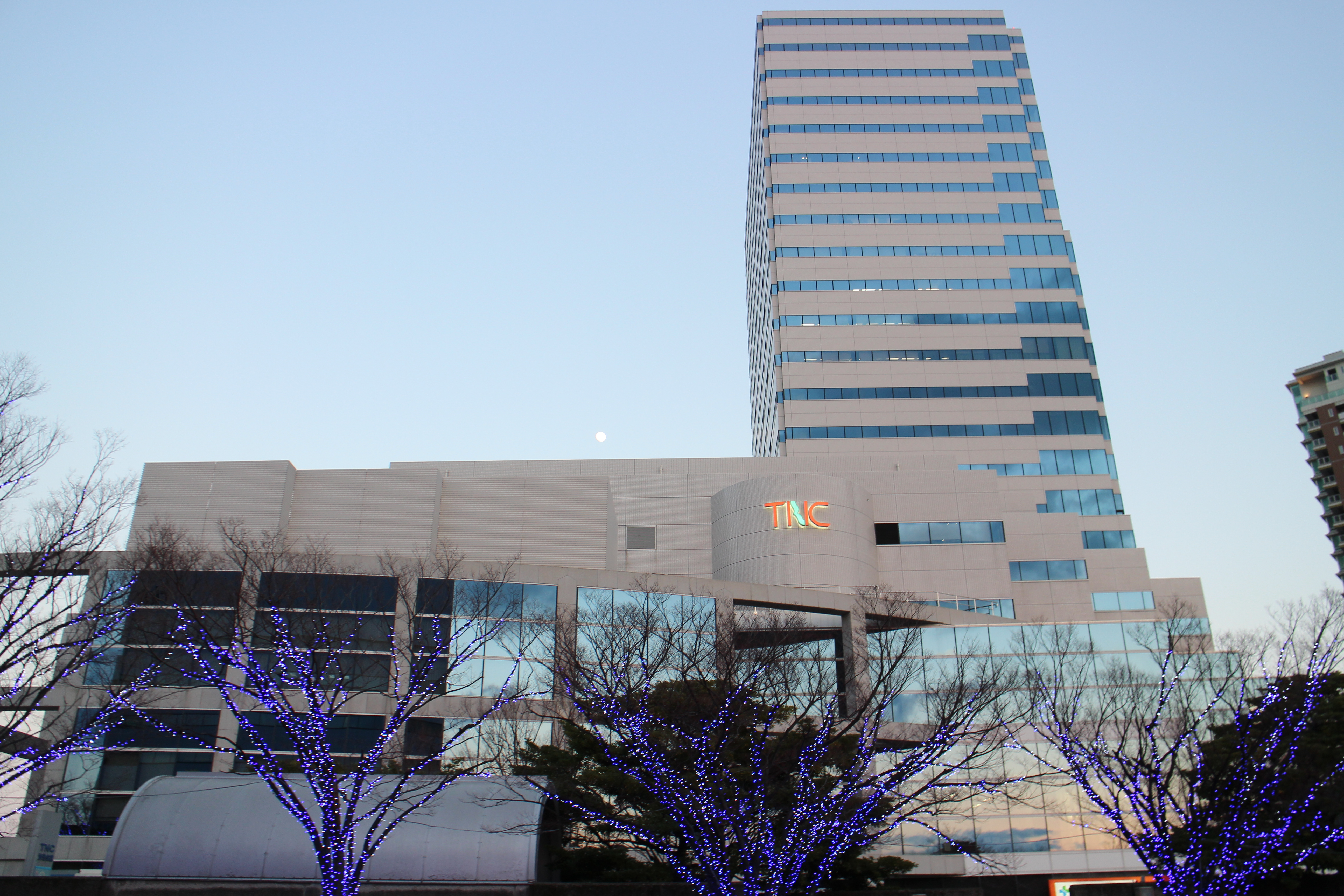
FNS在福岡的基幹台：西日本電視台

### 過去的加盟台
帶有●標誌的電視台在當時的主要加盟聯播網是FNS。
| 播出地區 | 簡稱 | 公司名          | FNS加盟期間                  | 退出理由                                                         | 現在加盟的聯播網 |
| -------- | ---- | --------------- | ---------------------------- | ---------------------------------------------------------------- | ---------------- |
| 北海道   | STV  | 札幌電視台      | 1969年10月1日－1972年3月31日 | 因北海道文化放送開播而退出。札幌電視台曾是FNS唯一的廣電兼營台。  | NNN/NNS          |
| 山形縣   | YTS  | 山形電視台●     | 1970年4月1日－1993年3月31日  | 曾同時加盟FNN。因經營困難和解除跨網台狀態為由而加入ANN。         | ANN              |
| 福島縣   | FCT  | 福島中央電視台● | 1970年4月1日－1971年9月30日  | 因報社股東的意向，富士電視台和日本電視台在福島縣進行加盟台交換。 | NNN/NNS          |
| 廣島縣   | HTV  | 廣島電視台●     | 1969年10月1日－1975年9月30日 | 因新廣島電視台開播而退出。                                       | NNN/NNS          |
| 山口縣   | tys  | 山口電視台      | 1970年4月1日－1987年9月30日  | 因抵觸JNN協定而退出。                                            | JNN              |

### 解釋腳註
1. ↑  同一天還有中京電視台、福岡放送、瀨戶內海放送於當天開播
2. ↑  實際上自從1964年10月1日就是富士電視台系列。
3. ↑  實際上自從1959年6月1日就是富士電視台系列。
4. ↑  實際上自從1959年6月1日就是富士電視台系列。
5. ↑  實際自1964年10月1日就是富士電視台系列。開播至1964年9月30日時是日本電視台系列台，此時NNN/NNS尚未成立。
6. ↑  在沖繩返還同時正式加盟，但在1969年10月1日FNS設立時已經非正式參與。
7. ↑  但為保障觀眾權益，在北海道文化放送在北海道各地設置轉播站的1972年12月之前，札幌電視台曾繼續播出部分富士電視台節目。

## 外部連結
- 富士電視網官方網站 （页面存档备份，存于）